# 浜根玲奈
浜根 玲奈（はまね れいな、1982年 - ）は日本の映像作家。東京都出身。主にミュージックビデオやCMの演出などを手がける。

## 作品

### MV
- AMOYAMO「LET'S GO OUT」
- エミ・マイヤー「Da Dance! ENCORE」
- エミ・マイヤー＆永井聖一「新しい季節」
- カーリー・レイ・ジェプセンxローラ「アイ・リアリー・ライク・ユー」
- 欅坂46「渋谷川」
- 柴咲コウ「My Perfect Blue」
- チャラン・ポ・ランタン「時計仕掛けの人生」
- Chuning Candy「Sugar Sugar Sweet」
- TEMPURA KIDZ「スキスキ！TEMPURA KIDZ」
- 中川翔子「ドリドリ」
- 春奈るな「アイヲウタエ」
- phatmans after school「東京少年」「メディアリテラシー」「ツキヨミ」「さよならスペースシャトル」(岡本将徳と共同監督[2]）
- 三浦大知「Unlock」
- Miracle Vell Magic「Yummy!」
- May J.「Sparkle -輝きを信じて-」
- moto「ほうき星」
- Yun*chi「Reverb*」「Shake you*」「Perfect days*」「Starlight*」(稲葉まりと共同監督[3])「Lucky Girl*」